# Carlos Huerta Nájera
Carlos Huerta Nájera är en ort i Mexiko.   Den ligger i kommunen Saltabarranca och delstaten Veracruz, i den sydöstra delen av landet, 400 km öster om huvudstaden Mexico City. Carlos Huerta Nájera ligger 22 meter över havet och antalet invånare är 460.
Terrängen runt Carlos Huerta Nájera är platt. Runt Carlos Huerta Nájera är det ganska tätbefolkat, med 83 invånare per kvadratkilometer. Närmaste större samhälle är Angel R. Cabadas, 2,4 km öster om Carlos Huerta Nájera. Omgivningarna runt Carlos Huerta Nájera är en mosaik av jordbruksmark och naturlig växtlighet.